# Hippodamia glacialis
Hippodamia glacialis är en skalbaggsart som först beskrevs av Fabricius 1775.  Hippodamia glacialis ingår i släktet Hippodamia och familjen nyckelpigor.

## Underarter
Arten delas in i följande underarter:
- H. g. lecontei
- H. g. extensa
- H. g. glacialis

## Bildgalleri

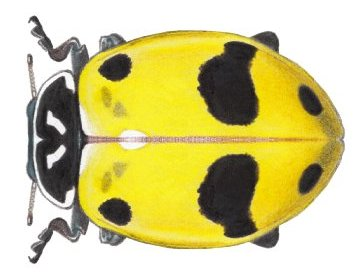